# Representação de Steinberg
Em matemática, a representação de Steinberg ou módulo de Steinberg, denotado por St, é uma representação linear específica de um grupo redutivo algébrico sobre um corpo finito ou campo local. É análogo a representação de sinal unidimensional ε  de um Coxeter ou grupo de Weyl que leva todas as reflexões para -1.
Para os grupos sobre corpos/campos finitos, estas representações foram introduzidas por Robert Steinberg, primeiro (1951) para os grupos lineares gerais, em seguida (1956), para os grupos clássicos, e depois (1957), para todos os grupos de Chevalley, com uma construção que, imediatamente generalizada para os outros grupos do tipo Lie que foram descobertos logo depois por Steinberg, Suzuki e Ree. Ao longo de um corpo finito de característica p, a representação Steinberg possui graduação igual ao maior poder de p dividindo a ordem do grupo.